# Beeskow (stacja kolejowa)
Beeskow – stacja kolejowa w Beeskow, w kraju związkowym Brandenburgia, w Niemczech. Znajduje się tu 1 peron.